# Marek Čech (Tsjechisch voetballer)
Marek Čech (Ostrava, 8 april 1976) is een Tsjechisch voormalig doelman in het betaald voetbal.
Hij verruilde in augustus 2011 FK Zjemtsjoezjina Sotsji voor FC Viktoria Pilsen. Voordien speelde hij voor FC Baník Ostrava, Fotbal Frýdek-Místek, FK Fotbal Třinec,  MŠK Žilina, Spartak Trnava, FC Slovan Liberec, Luch-Energia Vladivostok en Lokomotiv Moskou. Čech speelde in november 2006 tegen Denemarken zijn eerste en enige interland voor het Tsjechisch voetbalelftal (1-1).